# Alex Turner
Alex Turner (Alexander David Turner), nascut el 6 de gener de 1986 a Sheffield, Anglaterra, és un músic, cantant, compositor i productor discogràfic anglès. És més conegut com el vocalista i el principal compositor de la banda de rock alternatiu Arctic Monkeys, amb qui ha publicat sis àlbums. També ha gravat amb el seu projecte secundari The Last Shadow Puppets i com a solista.

## Primers anys
Fill únic de dos professors, va ser criat al suburbi de High Green. La seva mare va néixer a Amersham mentre que el seu pare es va criar a Sheffield. Turner va ser exposat a tot tipus de música en la seva llar, inclosos Frank Sinatra, The Carpenters, The Beatles, Led Zeppelin, The Beach Boys, David Bowie i The Eagles. Turner va rebre la seva primera guitarra com a regal de Nadal el 2001 igualment com el seu veí Jaime Cook. D'acord amb Turner, Oasis li va despertar el desig de tocar la guitarra, mentre que les pallassades de Craig Nicholls, vocalista de la banda australiana The Vines, li van fer pensar «això és el que implica ser cantant». Turner dona a entendre que en les seves presentacions tracta d'imitar el comportament de Nicholls, dient que «quan toquem alguna cosa fem el que fa Craig Nicholls, actuar com si estigués drogat quan en realitat estava drogat». De tota manera, ha estat la influència de la seva mare i del seu pare (a través de les seves ensenyances d'alemany i música respectivament) allò que l'ha ajudat a polir el seu interès en la llengua i la seva atenció al detall musical:
«La meva mare, no només és una lingüista o quelcom així, sinó que sempre ha estat fascinada amb les paraules que signifiquen alguna cosa. És d'aquelles persones que subratllen coses als llibres. Pel meu aniversari, em va donar un llibre amb un munt de coses que havia tret de llibres i escrit. És bona en això. Jo puc dir-li "¿Què significa aquesta paraula?" i ella m'ho pot dir».

## Formant la banda
Turner va assistir a la Stocksbridge High School. L'estiu del 2002, Turner, Cook, Helders i Nicholson van decidir formar una banda en veure els seus amics, tocar en pubs locals. El nom Arctic Monkeys va ser pensat per Jamie Cook. Al principi, Turner no volia ser el vocalista, diversos dels seus companys d'escola, inclòs Glyn Jones van ser audicionats abans que ell. Els quatre eren principiants en els seus instruments; van començar ensajant en els garatges de Turner i Helders i més tard en un magatzem abandonat a Wath. Al principi, les cançons originals de la banda estaven compostes per paraules sense sentit però, més endavant, Turner va començar a compartir les seves lletres amb els seus companys. Van practicar durant un any abans del seu primer concert en viu: "Algunes persones tenen una idea de la música que volen fer, llavors van i la fan, però nosaltres vam començar la banda per tenir alguna cosa a fer i després vam decidir tot això". El seu primer concert va ser el divendres 13 de juny de 2003, com a banda telonera de The Sounds, en un club local anomenat The Grapes. Van tocar vuit cançons de les quals tres van ser covers i cinc van ser compostes per la banda.
Turner solia treballar a The Boardwalk, un bar de Sheffield, i deia: "realment em molestava quan les bandes deien 'Tenim CD a la part de darrere a la venda - tres lliures cadascun'... un pensava 'Que et fotin, ¿Qui et creus que ets?". Sobre aquesta base, Arctic Monkeys entregava maquetes dels seus CDs de manera gratuïta.
Turner sempre ha sigut el principal compositor de la banda, i les seves afilades i doloroses observacions de la ciutat mitjana anglesa l'han portat a comparacions amb el líder de The Streets, Mike Skinner. De totes maneres, Turner ha admès que durant els inicis de la banda "ningú volia admetre que escrivíem (les lletres) així que ho intentàvem amb altres cantants perquè ells ho fessin per nosaltres". Malgrat de gaudir de la composició, Turner va demostrar ser tímid per a reconèixer que ell "no volia que es burlessin de mi!". Així i tot, admet que sempre li ha agradat compondre i, des que va tenir la seva primera guitarra, s'ha passat la majoria dels seus moments lliures escrivint noves lletres.
Descrivint la seva forma d'escriure noves lletres, Turner diu:
"Pensaré en alguna cosa i escriuré, agregant alguna cosa a baix i agregant alguna cosa a això. El millor material ve quan tenim una melodia i un ritme, aleshores sé quantes síl·labes tindrà cada línia i després construir alguna cosa des d'allí, i fer-ho quasi sencer, i tractar de prestar atenció a cada aspecte".
A més a l'estiu del 2003, Turner va tocar en set concerts a York i Liverpool, com a guitarrista de la banda funk Judan Suki, després de conèixer el líder Jon McClure en un bus. L'agost de 2003, Turner va gravar un demo juntament amb Judan Suki al 2fly Studios de Sheffield, i aquí li va preguntar a Alan Smyth si podria produir la seva altra banda. Aquest els va presentar amb Geoff Barradale, amb qui havia tocat en una banda anomenada Seafruit. Barradale es va convertir en el seu mananger després del seu tercer concert a The Boardwalk, i els va pagar perquè gravessin quatre demos de tres cançons entre agost de 2003 i novembre de 2004. Barradale els va portar per gires al nord d'Anglaterra per establir la seva reputació, repartint còpies del demo en finalitzar cada presentació. Els fanàtics van començar a compartir a internet el demo Beneath the Boardwalk, i per al final del 2004, l'audiència ja coneixia les lletres de les cançons.

## The Last Shadow Puppets
L'agost de 2007, Turner va gravar un disc amb el seu amic Miles Kane, del grup The Rascals, i el productor James Ford. El projecte va ser denominat The Last Shadow Puppets i l'àlbum, titulat The Age of the Understatement, com el primer single, que va sortir el 21 d'abril de 2008, arrivant al número u la primera setmana.
El 2016 van treure un segon àlbum anomenat Everything You've Come to Expect.

## Altres projectes
Turner va treballar amb el raper Dizzie Rascal a la cançó Temptation de l'àlbum de Rascal, Maths and English (Matemàtiques i Anglès).

## Equipament musical
En la primera etapa del grup era conegut per tocar una American Fender Stratocaster color "Arctic White", encara que qualsevol relació entre la banda i el color de la guitarra de Turner no ha sigut confirmada. També en aquesta etapa utilitzava una Stratocaster negra.
Per la gravació de Favourite Worst Nightmare usà distintes guitarres: Fender Stratocaster Arctic White mexicana, American Stratocaster Olympic White, American Stratocaster en blanc i negre, Gretsch Spectra Sonic, Gibson ES (model sense determinar. Similar a la utilitzada per Jamie Cook, probablement ES-335).
Després del llançament del seu segon àlbum, en directe Alex Turner fa servir una Fender Bronco de color negre, molt similar a la Fender Mustang, sent l'única diferència entre ambdues que la Bronco tan sols té una pastilla al pont. En algunes cançons utilitza una Gretsch Spectra Sonic.
Quant a amplificadors, actualment usa en directe un Fender Vibroverb per a sons nets i un Selmer Zodiac 30 per a sons distorsionats. El Fender és microfonat per un micro Sennheiser e 906, mentre que en el Selmer s'utilitza un Shure 57. A més, segons l'enginyer de monitors de la banda Will Doyle, es col·loca un Sennheiser 421 darrere cada pantalla. Altres amplificadors usats anteriorment són el Vox AC30 i l'Orange AD30.
Quant a pedals d'efectes, actualment Alex utilitza el mític Ibanez Ts-808 Tubescreamer per a distorsió, Hughes & Kettner Tube Rotosphere, Danelectro Reel Echo, Electro-Harmonix Deluxe Memory Man, Boss LS-2 Line Selector i Boss TU-2 Tuner.
A l'etapa del primer disc, la pedalera d'Alex es componia simplement de dos ProCo Rat 2 i un Boss TU-2 Tuner.

## Vida privada
Turner ha mantingut una vida molt privada, i va rebutjar enèrgicament la premsa quan va ser declarat com L'home més cool del planeta per la revista NME el desembre de 2005. S'ha distanciat de l'estil de vida cèlebre, i tant ell com la resta de la banda han estat vistos diverses vegades per Sheffield. Igual que els altres membres, rarament fa comentaris sobre les seves relacions personals.
La cançó «Fluorescent Adolescent» és l'única cançó coacreditada a l'antiga novia de Turner, Johana Bennett. Però la seva xicota més coneguda és Alexa Chung, model i presentadora de televisió, amb la qual van trencar la seva relació oficialment el 31 de juliol de 2011.
Actualment es troba en una relació amb la model i actriu Arielle Vandenberg.